# 정읍 황토현 전적
정읍 황토현 전적(井邑 黃土峴 戰蹟)은 대한민국 정읍시에 위치한 전적지이다. 동학 농민 운동 때 농민군이 관군과 처음으로 싸워 대승을 거둔 자리이다. 이곳은 해발고도 70m이며, 당시 태인(泰仁)과 고부(古阜)를 연결하는 교통의 요지였다. 1976년 4월 3일 전라북도의 기념물 제34호 황토현전적지로 지정되었다가, 1981년 12월 10일 대한민국의 사적 제295호로 승격, 지정되었고, 2011년 7월 28일 현재의 명칭으로 변경되었다.
1894년 봄 고부군수 조병갑의 학정에 대항하여 봉기한 농민군은 고부를 점령하고, 1만여 명의 군사가 집결하였다. 농민군과 관군은 황토현에서 대치하였으며, 4월 6일 밤 농민군이 기습공격을 하여 대부분의 관군이 전사하여 농민군은 1개월 만에 호남지방을 석권하였다. 지금 이 고갯마루에는 “갑오동학혁명기념탑”이 세워져 있다.

## 개요
동학농민운동 당시 농민군이 관군을 크게 물리친 격전지이다.
동학농민군은 1893년 고부군수 조병갑의 학정에 대항하여 일어나, 다음 해인 1894년 1월 고부관아를 습격하였다. 농민군은 10여 일 만에 해산하였으나, 정부에서 사태 해결을 위해 파견된 관리가 잘못을 농민군에게 돌려 탄압하자, 이에 농민군은 전봉준의 지휘 아래 보국안민(輔國安民), 제폭구민(除暴救民)을 내세우고 다시 일어나게 된다. 고부관아를 점령한 농민군은 주변의 곡창지대를 한눈에 내려다 볼 수 있는 백산으로 진출하였고, 이 소식을 접한 전주감사는 관군을 보내 이를 막도록 하였다. 이리하여 관군과 농민군은 정읍의 황토현에서 대치하게 되었는데, 밤을 이용한 기습공격으로 농민군은 관군을 크게 물리치게 되었다.
황토현전투의 승리로 인해 기세가 높아진 농민군은 정읍, 흥덕, 고창, 무장을 비롯한 주변 지역으로 세력을 확장하였으며, 나아가 전주까지 장악하게 되었다. 죄없이 갇힌 죄수들을 석방하고 무기도 탈취했으며, 무장으로 진격하여 교도 40여 명을 구출하였다. 이곳에서 전봉준은 동학운동의 의의를 나타내는 포고문을 발표하였다.
황토현 싸움에서의 승리는 동학농민운동을 크게 확대시키는 계기가 되었다. 이후 우금치 전투에서 관군과 일본군에게 패하여 동학농민운동의 막이 내려지지만, 이 운동에서 보여준 개혁정신과 민족자주정신은 민족독립운동의 전개에 커다란 영향을 끼치게 된다.

## 같이 보기
- 황토현 전투
- 동학 농민 운동
- 동학농민혁명기념관
- 동학농민혁명기념재단

## 참고 자료
- 정읍 황토현 전적 - 국가유산청 국가유산포털